# Smittia lindneriella
Smittia lindneriella är en tvåvingeart som beskrevs av Maurice Emile Marie Goetghebuer och Lenz 1943. Smittia lindneriella ingår i släktet Smittia och familjen fjädermyggor.
Artens utbredningsområde är Österrike. Inga underarter finns listade i Catalogue of Life.